# Turbilhão (telenovela)
Turbilhão é uma telenovela produzida e exibida pela RecordTV entre 28 de junho e 3 de setembro de 1965, em 50 capítulos, às 14h30, substituindo Comédia Carioca e pausando o primeiro horário de novelas da emissora, que passou por incêndios nos estúdios na época. Livremente inspirada no musical A Noviça Rebelde, de Howard Lindsay e Russel Crouse, foi escrita e dirigida por Armando Rosas.

## Enredo
Lúcio é um moço boêmio que vê a vida virar do avesso ao virar guardião legal de seus seis sobrinhos quando sua irmã e cunhado morrem num acidente. Ele contrata a babá Simone para ajudar e eles logo se apaixonam, porém quem não gosta disso é sua noiva Glória, infernizada constantemente pelos pestinhas.

## Elenco
| Ator/Atriz       | Personagem      |
| ---------------- | --------------- |
| Otávio Augusto   | Lúcio Pontes    |
| Gilmara Sanches  | Simone          |
| Ilka Ferreira    | Glória          |
| Marcelo Gastaldi | Lupércio        |
| Olívia Camargo   | Helena          |
| Nelcy Martins    | Valdete         |
| Ézio Ramos       | Paulo Sérgio    |
| Luiz Dias        | Ernesto         |
| Otávio Ary       | Lúcio           |
| Dalva Costa      | Gertrudes       |
| Antônio Aragão   | Laurindo        |
| Wilson Rafael    | Nelson          |
| Diva Lobo        | Otília          |
| Renê Dantas      | Paulinho Pontes |
| Maria Alice      | Liliana Pontes  |
| Marli Terezinha  | Cidinha Pontes  |
| Eduardo Luís     | Faustino Pontes |
| Carlinhos        | Tutuca Pontes   |
| Silvinha         | Teteca Pontes   |